# Mindhunter
Mindhunter è una serie televisiva statunitense del 2017 creata da Joe Penhall, basata sul libro Mindhunter: La storia vera del primo cacciatore di serial killer americano (Mindhunter: Inside the FBI’s Elite Serial Crime Unit), scritto da John E. Douglas e Mark Olshaker.
La prima stagione, composta da 10 episodi, è stata distribuita da Netflix il 13 ottobre 2017. Il 30 marzo 2017 Netflix aveva già rinnovato la serie per una seconda stagione, ancora prima del suo debutto, effettuato a partire dal 16 agosto 2019. Nel gennaio 2020 Netflix ha annunciato che la produzione di un'eventuale terza stagione è al momento sospesa a tempo indefinito.
A febbraio 2023, il produttore esecutivo David Fincher ha confermato che a causa dei costi troppo elevati, non ci sarà una terza stagione.

## Trama

### Prima stagione
Nel 1977 Holden Ford, negoziatore frustrato dell'FBI, trova un'improbabile collaborazione nel navigato agente Bill Tench del reparto scienze comportamentali e nella professoressa Wendy Carr, con cui inizia a studiare una nuova tipologia di assassino, il cosiddetto "serial killer" e un nuovo metodo di indagine ed identificazione del colpevole chiamato "profilazione", andando in varie prigioni degli Stati Uniti ad intervistare tutti i maggiori e famosi pluriomicidi che stanno scontando la loro pena.

### Seconda stagione
Holden e Bill continuano ad intervistare vari criminali statunitensi con l'aiuto di Wendy e Gregg; tra il 1979 e il 1981, Atlanta è lo scenario di inquietanti omicidi seriali, che contano tra le vittime bambini afroamericani, Holden e Bill cercheranno di scovare il colpevole.

## Personaggi e interpreti

### Principali
- Holden Ford (stagioni 1-2), interpretato da Jonathan Groff, doppiato da Marco Vivio. Il personaggio è basato su John E. Douglas, ex agente speciale e scrittore del libro da cui è tratta la serie.
- Bill Tench (stagioni 1-2), interpretato da Holt McCallany, doppiato da Stefano Benassi. Il personaggio è basato su Robert Ressler.
- Wendy Carr (stagioni 1-2), interpretata da Anna Torv, doppiata da Chiara Colizzi. Il personaggio è basato sulla dottoressa Ann Wolbert Burgess.
- Deborah "Debbie" Mitford (stagione 1), interpretata da Hannah Gross, doppiata da Rossa Caputo. Fidanzata di Ford laureata in sociologia all'università della Virginia.
- Robert Shepard (stagione 1, guest star stagione 2), interpretato da Cotter Smith, doppiato da Marco Mete. Il capo dell'unità di Ford e Tench. All'inizio della seconda stagione andrà in pensione.
- Nancy Tench (stagioni 2, ricorrente stagione 1), interpretata da Stacey Roca, doppiata da Franca D'Amato. La moglie di Bill.
- Gregg Smith (stagioni 2, ricorrente stagione 1), interpretato da Joe Tuttle, doppiato da Francesco Pezzulli. Agente speciale recentemente assegnato al Behavioral Science Unit.
- Jim Barney (stagioni 2, guest star stagione 1), interpretato da Albert Jones, doppiato da Gabriele Tacchi. Agente dell'FBI che ha un colloquio nella prima stagione per entrare nell'unità, ma viene scartato perché afroamericano. Torna nella seconda stagione per indagare insieme all'unità sul caso dei bambini di Atlanta.
- Ted Gunn (stagioni 2), interpretato da Michael Cerveris, doppiato da Gianluca Machelli. Il successore di Shepard come capo dell'unità.
- Kay Mason (stagione 2), interpretata da Lauren Glazier, doppiata da Giuppy Izzo. Barista nonché nuovo interesse amoroso della dottoressa Carr.

### Ricorrenti
- Edmund Kemper (stagione 1, guest star stagione 2), interpretato da Cameron Britton, doppiato da Francesco Sechi. Serial killer interrogato da Ford e Tench.
- Dennis Rader (stagioni 1-2), interpretato da Sonny Valicenti, doppiato da Francesco Meoni. Il personaggio appare all'inizio di ogni episodio.
- Mark Ocasek (stagione 1), interpretato da Alex Morf, doppiato da Francesco Venditti. Detective di Altoona, Pennsylvania.
- Benjamin Barnwright (stagione 1), interpretato da Joseph Cross, doppiato da Alessio Puccio. Sospetto omicida di Altoona.
- Roger Wade (stagione 1), interpretato da Marc Kudisch, doppiato da Sergio Lucchetti. Preside della scuola elementare di Fredericksburg.
- Peter Dean (stagione 1), interpretato da Michael Park, doppiato da Gianluca Tusco. Un investigatore.
- John Boylen (stagione 1), interpretato da George R. Sheffey, doppiato da Paolo Maria Scalondro. Altro investigatore.
- Gordon Chambers (stagione 1), interpretato da Duke Lafoon, doppiato da Guido Di Naccio. Detective di Adairsville.
- Roy Carver (stagione 1), interpretato da Peter Murnik, doppiato da Luca Biagini. Detective di Sacramento.
- Annaliese Stilman (stagione 1), interpretata da Lena Olin, doppiata da Laura Boccanera. Interesse amoroso della dottoressa Carr nella prima stagione e rettore della Facoltà di Psicologia dell'università di Boston.
- Montie Rissel (stagione 1), interpretato da Sam Strike, doppiato da Emanuele Ruzza. Serial killer interrogato da Ford e Tench.
- Jerry Brudos (stagione 1), interpretato da Happy Anderson, doppiato da Stefano Alessandroni. Serial killer interrogato da Ford e Tench.
- Richard Speck (stagione 1), interpretato da Jack Erdie, doppiato da Pasquale Anselmo. Serial killer interrogato da Ford e Tench.
- Brian Tench (stagioni 1-2), interpretato da Zachary Scott Ross, doppiato da Edoardo Vivio. Figlio adottivo di Bill e Nancy.
- David Berkowitz (stagione 2), interpretato da Oliver Cooper, doppiato da Paolo Vivio. Serial killer, noto come "Figlio di Sam", interrogato da Ford e Tench.
- Camille Bell (stagione 2), interpretata da June Carryl, doppiata da Irene Di Valmo. Madre di una delle vittime del serial killer di Atlanta.
- Art Spencer (stagione 2), interpretato da Nate Corddry, doppiato da Stefano Crescentini. Un detective che avrà a che fare con Tench.
- Commissario Lee Brown (stagione 2), interpretato da Dohn Norwood, doppiato da Massimo Bitossi. Il commissario di Atlanta.
- Wayne Williams (stagione 2), interpretato da Christopher Livingston, doppiato da Luigi Morville. Sospettato di essere il killer di Atlanta.
- Charles Manson (stagione 2), interpretato da Damon Herriman, doppiato da Francesco De Francesco. Criminale interrogato da Ford e Tench.
- Tex Watson (stagione 2), interpretato da Christopher Backus, doppiato da Francesco Bulckaen. Serial killer interrogato da Ford e Tench, membro della Manson Family.
- Tanya Clifton (stagione 2), interpretata da Sierra McClain, doppiata da Guendalina Ward.
- procuratore Slaton (stagione 2), interpretato da Beau Baxter, doppiato da Roberto Fidecaro.

## Episodi
| Stagione         | Episodi | Pubblicazione USA | Pubblicazione Italia |
| ---------------- | ------- | ----------------- | -------------------- |
| Prima stagione   | 10      | 2017              | 2017                 |
| Seconda stagione | 9       | 2019              | 2019                 |

## Promozione
Il primo trailer della serie viene diffuso il 1º marzo 2017 attraverso il canale YouTube di Netflix.

## Distribuzione
La serie televisiva ha debuttato su Netflix in tutti i paesi in cui è disponibile a partire dal 13 ottobre 2017.

## Accoglienza

### Critica
La serie è stata accolta positivamente dalla critica. Sull'aggregatore di recensioni Rotten Tomatoes registra un indice di gradimento del 96% tra le recensioni professionali, con un voto medio di 7,9 su 10 basato su 26 critiche, mentre su Metacritic ottiene un punteggio di 76 su 100 basato su 16 recensioni.
La seconda stagione ha confermato i consensi della prima. Sull'aggregatore di recensioni Rotten Tomatoes registra un indice di gradimento del 100% tra le recensioni professionali, con un voto medio di 8,39 su 10 basato su 31 critiche, mentre su Metacritic ottiene un punteggio di 84 su 100 basato su 9 recensioni.

## Riconoscimenti
- 2018 - Satellite Award[13][14]
  - Miglior attore in una serie drammatica a Jonathan Groff
  - Candidatura per la miglior serie drammatica
- 2018 - Saturn Award[15]
  - Candidatura per la miglior serie televisiva new media
- 2018 - Dorian Awards[16]
  - Candidatura per il miglior attore televisivo dell'anno Jonathan Groff
- 2018 - Gregg Kilday[17]
  - Candidatura per la migliore sceneggiatura adattata per la televisione a Joe Penhall, Jennifer Haley, John E. Douglas e Mark Olshaker per l'episodio 10
- 2019 - Satellite Awards[18]
  - Candidatura per la miglior serie drammatica
  - Candidatura per il miglior attore in una serie drammatica a Jonathan Groff
- 2020 - Writers Guild of America Award[19]
  - Candidatura per la miglior sceneggiatura per una serie drammatica a Pamela Cederquist, Joshua Donen, Marcus Gardley, Shaun Grant, Liz Hannah, Phillip Howze, Jason Johnson, Doug Jung, Colin Louro, Alex Metcalf, Courtenay Miles, Dominic Orlando, Joe Penhall, Ruby Rae Spiegel